# David Lelle
David Ludwig Lelle (* 9. März 2003 in Homburg) ist ein deutscher Fußballspieler, der als Innenverteidiger für Borussia Dortmund II spielt.

## Karriere

### Vereinskarriere
Lelle begann seine fußballerische Laufbahn beim SV Hermersberg. 2011, im Alter von neun Jahren, verließ er seinen Heimatverein wechselte in die Jugendabteilung des 1. FC Kaiserslautern, ehe er 2017 zur Nachwuchsakademie von RB Leipzig ging. Dort wurde er bis zur U19 ausgebildet. Für das Halbfinal-Hinspiel der Europa League 2021/22 wurde er in den Kader der ersten Mannschaft berufen, jedoch nicht eingesetzt.
Zur Saison 2022/23 schloss sich Lelle dem FC Schalke 04 II an, wechselte jedoch bereits in der nächsten Winterpause, im Januar 2023, zur zweiten Mannschaft von Holstein Kiel, wo er in der Regionalliga Nord Stammspieler wurde.
Im Sommer 2024 verpflichtete ihn Borussia Dortmund II als Nachfolger von Franz Pfanne. Lelle erhielt einen Zweijahresvertrag bis 2026. Trainer Jan Zimmermann lobte ihn als „tollen Spieler mit einer super Einstellung, guter Ausbildung und vor allem einem linken Fuß“.
Bis zum Saisonende 2024/25 absolvierte Lelle 22 Einsätze in der 3. Liga. Zudem stand er im Spieltagskader der ersten Mannschaft für das Bundesliga-Heimspiel gegen Bayer 04 Leverkusen am 10. Januar 2025.

### Nationalmannschaft
Lelle kam 2019 zu zwei Einsätzen für die deutsche U16-Nationalmannschaft und 2022 einmal für die U19-Auswahl.